# Chromis pamae
Chromis pamae är en fiskart som beskrevs av Randall och Mccosker 1992. Chromis pamae ingår i släktet Chromis och familjen Pomacentridae. Inga underarter finns listade i Catalogue of Life.